# Río Dzhamagat
El río Dzhamagat o Dzhemagat (en ruso: Джамагат, Джемагат) es un río del Gran Cáucaso en el distrito de Karacháyevsk de la república de Karacháyevo-Cherkesia del sur de Rusia, en la reserva natural de Teberdá. Es un afluente del río Teberdá, que desemboca en el río Kubán.
Su curso marca el extremo norte de la reserva natural.

## Curso
El río nace de la confluencia de los ríos Epchik y Garalikol. Su curso con este nombre, predominantemente en dirección noroeste-oeste, mide 4.2 km,  en los que recibe al Aktiube por la derecha y al Nazalikol por la izquierda antes de llegar a la orilla derecha del Teberdá, poco antes de que éste llegue a la localidad homónima. Su cuenca cubre una superficie de 147 km².

## Historia
En los alrededores del río se hallaron varios restos de poblamiento antiguo en la década de 1970:

### Dhagamat 1
Esta es una zona de asentamiento antiguo intensivo, también de forma secundaria, en el siglo XVII y principios del XIX. Pero el asentamiento secundario, tanto en superficie como en volumen, era más pequeño que el antiguo y no ocupaba todo su territorio. Se halla en la orilla derecha, donde, según la tradición, se ubicaba el cementerio de los Urusbi, en el que se ha hallado un recinto de mampostería en piedra cuadrada.

### Dzhamagat 2
En la margen derecha del río. Jamagat “en una estrecha terraza costera hay un estacionamiento de edificios antiguos, se puede rastrear una calle; aquí había una carretera, mampostería del tipo habitual alano”.

### Dzhamagat 3
En la margen derecha del río. En el claro de la desembocadura del Aktiube en el Dzhamagar hay muchos restos culturales, hasta donde era posible suministrar agua a través de una zanja. Se trata de una zona agrícola que también fue utilizada posteriormente. Río arriba, a lo largo de la margen derecha del río Dzhamagat, hay mamposterías de piedra, pero no forman asentamientos importantes.

### Dzhamagat 4
Hay muchos acervos culturales a lo largo del antiguo abanico aluvial. Las viviendas están presionados contra la ladera norte, aquí se pueden encontrar mamposterías antiguas y nuevas durante la repoblación o quizás modernizado, modificado. La mampostería se eleva a lo largo de la pendiente sobre el claro, también hay una gran cantidad de árboles frutales silvestres, manzanos y perales, y frutas de diversos tipos y sabores que son restos de antiguos huertos.

### Dzhamagat 5
En la desembocadura del río Nazalikol, en la peroferia oriental del paso Pionerski, se encuentran los restos de una pequeña aldea, también hay montones de piedras recogidas durante la limpieza de los campos, y el área limpiada suele ser más pequeña que las piedras amontonadas. Más arriba en el valle, en la margen derecha, se encuentran grupos de mampostería.

### Dzhamagat 6
El claro en la zona de Narzan era un lugar habitable y han quedado capas culturales y mampostería. Éste era el punto de partida de los pasos hacia el valle del Daut. Durante el período de asentamiento secundario, y tal vez antes, estos pasos eran la frontera con otras tribus que habitaban el valle del Kubán, y desde este lado el valle del Teberdá se podía esperar una incursión hostil.

### Dhzamagat 7
En el camino que bordeaba el valle de Dzhamagat discurría por la margen derecha y por un tramo de un camino abandonado, entre el segundo y el tercer edificio moderno quedan vestigios del camino y mampostería de edificios residenciales.

### Dzhamagat, asentamiento
En 1978, una expedición del Instituto de Arqueología de la Academia de Ciencias de la URSS, encabezada por J. J. Bidzhiyev, exploró un cementerio y un asentamiento en Dzhamagat. En los entierros se encontraron cuentas, broches, pulseras, aretes, colgantes, dagas, vasijas de vidrio y otros elementos. Los muertos yacían boca arriba, en fosos de tierra, con la cabeza hacia el sur. Uno de los entierros contenía los restos de tres caballos de guerra. La fecha del cementerio es del siglo V - principios del siglo VII. Bidzhiev hipotetizó que eran los búlgaros que huyeron de Ciscaucasia junto con los alanos bajo el ataque de los hunos. En las proximidades de Dzhamagat se encuentraron criptas tardomedievales.